# 徐珪 (寧州知州)
徐珪，湖廣承宣布政使司德安府應城縣（今湖北省應城縣）人，明朝政治人物。

## 生平
徐珪在擔任刑部典吏時，就滿倉兒案上疏，并請求明孝宗廢除東廠，隨後被貶為民。此後因刑部主事陳鳳梧舉薦，授桐鄉縣丞，正德年間，歷任贛州府通判，招降盜魁何積玉。隨後何積玉再度叛變，徐珪被牽連下獄，之後釋放。因平定盜賊功，升署寧州知州。